# Route du Sud 1996
La Route du Sud 1996, ventesima edizione della corsa, si svolse dal 15 al 18 giugno su un percorso di 711 km ripartiti in 4 tappe (la seconda suddivisa in due semitappe), con partenza da Lusignan e arrivo a Mazamet. Fu vinta dal francese Laurent Jalabert della ONCE davanti all'italiano Giuseppe Guerini e al finlandese Joona Laukka.

## Tappe
| Tappa  | Data      | Percorso                                          | km    | Vincitore di tappa | Leader cl. generale |
| ------ | --------- | ------------------------------------------------- | ----- | ------------------ | ------------------- |
| 1ª     | 15 giugno | Lusignan > Saint-Gaudens                          | 238   | Frédéric Moncassin | Frédéric Moncassin  |
| 2ª-1ª  | 16 giugno | Saint-Gaudens > Saint-Gaudens (cron. individuale) | 7,4   | Chris Boardman     | Chris Boardman      |
| 2ª-2ª  | 16 giugno | Saint-Gaudens > Martres-Tolosane                  | 105   | Laurent Roux       | Jacky Durand        |
| 3ª     | 17 giugno | Martres-Tolosane > Plateau de Beille              | 160,9 | Giuseppe Guerini   | Laurent Jalabert    |
| 4ª     | 18 giugno | Les Cabanes > Mazamet                             | 200   | Frédéric Moncassin | Laurent Jalabert    |
| Totale | Totale    | Totale                                            | 711   |                    |                     |

## Dettagli delle tappe

### 1ª tappa
- 15 giugno: Lusignan > Saint-Gaudens – 238 km

| Pos. | Corridore          | Squadra | Tempo    |
| ---- | ------------------ | ------- | -------- |
| 1    | Frédéric Moncassin | Gan     | 6h32'34" |
| 2    | Laurent Jalabert   | ONCE    | s.t.     |
| 3    | Jeroen Blijlevens  | TVM     | s.t.     |

| Pos. | Corridore          | Squadra | Tempo |
| ---- | ------------------ | ------- | ----- |
| 1    | Frédéric Moncassin | Gan     |       |

### 2ª tappa - 1ª semitappa
- 16 giugno: Saint-Gaudens > Saint-Gaudens (cron. individuale) – 7,4 km

| Pos. | Corridore       | Squadra | Tempo |
| ---- | --------------- | ------- | ----- |
| 1    | Chris Boardman  | Gan     | 8'40" |
| 2    | Jacky Durand    | Agrigel | a 9"  |
| 3    | Stéphane Heulot | Gan     | a 14" |

| Pos. | Corridore      | Squadra | Tempo |
| ---- | -------------- | ------- | ----- |
| 1    | Chris Boardman | Gan     |       |

### 2ª tappa - 2ª semitappa
- 16 giugno: Saint-Gaudens > Martres-Tolosane – 105 km

| Pos. | Corridore      | Squadra          | Tempo    |
| ---- | -------------- | ---------------- | -------- |
| 1    | Laurent Roux   | TVM              | 2h23'06" |
| 2    | Jacky Durand   | Agrigel          | s.t.     |
| 3    | Cyril Saugrain | Aubervilliers 93 | a 47"    |

| Pos. | Corridore    | Squadra | Tempo |
| ---- | ------------ | ------- | ----- |
| 1    | Jacky Durand | Agrigel |       |

### 3ª tappa
- 17 giugno: Martres-Tolosane > Plateau de Beille – 160,9 km

| Pos. | Corridore        | Squadra       | Tempo    |
| ---- | ---------------- | ------------- | -------- |
| 1    | Giuseppe Guerini | Polti         | 4h54'27" |
| 2    | Laurent Jalabert | ONCE          | a 46"    |
| 3    | Joona Laukka     | Festina-Lotus | s.t.     |

| Pos. | Corridore        | Squadra | Tempo |
| ---- | ---------------- | ------- | ----- |
| 1    | Laurent Jalabert | ONCE    |       |

### 4ª tappa
- 18 giugno: Les Cabanes > Mazamet – 200 km

| Pos. | Corridore          | Squadra | Tempo    |
| ---- | ------------------ | ------- | -------- |
| 1    | Frédéric Moncassin | Gan     | 4h50'20" |
| 2    | Rossano Brasi      | Polti   | s.t.     |
| 3    | Scott Sunderland   | Lotto   | s.t.     |

| Pos. | Corridore        | Squadra       | Tempo     |
| ---- | ---------------- | ------------- | --------- |
| 1    | Laurent Jalabert | ONCE          | 18h51'12" |
| 2    | Giuseppe Guerini | Polti         | a 5"      |
| 3    | Joona Laukka     | Festina-Lotus | a 36"     |

## Classifiche finali

### Classifica generale
| Pos. | Corridore         | Squadra                   | Tempo     |
| ---- | ----------------- | ------------------------- | --------- |
| 1    | Laurent Jalabert  | ONCE                      | 18h51'12" |
| 2    | Giuseppe Guerini  | Team Polti                | a 5"      |
| 3    | Joona Laukka      | Festina-Lotus             | a 36"     |
| 4    | Vladimir Pulnikov | TVM-Farm Frites           | a 3'06"   |
| 5    | Luc Leblanc       | Team Polti                | a 5'01"   |
| 6    | Gilles Bouvard    | Lotto-Isoglass            | a 5'08"   |
| 7    | Christophe Moreau | Festina-Lotus             | a 6'55"   |
| 8    | Stéphane Heulot   | Gan                       | a 6'56"   |
| 9    | Jacky Durand      | Agrigel-La Creuse-Fenioux | a 7'05"   |
| 10   | Stéphane Goubert  | Festina-Lotus             | a 8'59"   |